# Sarsiella americana
Sarsiella americana är en kräftdjursart. Sarsiella americana ingår i släktet Sarsiella och familjen Sarsiellidae. Inga underarter finns listade i Catalogue of Life.